# Triplofusus
Триплофузус (лат. Triplofusus) — род крупных морских брюхоногих моллюсков семейства Fasciolariidae.

## Распространение
Атлантическое побережье Америки от Северной Каролины на севере до Юкатана на юге.

## Описание
Длина раковины — 60 сантиметров. Раковина веретенообразная, имеет до 10 завитков и длинный сифональный канал, покрыта бугорками и по мере взросления из рыжей становится серой, а мягкие части всегда оранжевые или красные.

## Экология
Триплофузус обитает на илистых равнинах, заросших морскими травами, и не встречается глубже 6 метров. Пищей для триплофузуса являются другие моллюски — Fasciolaria tulipa, Sinistrofulgur perversum, Lobatus gigas и различные мурексы и даже триплофузусы. Также он поедает раков-отшельников Clibanarius vittatus. Триплофузус является хозяином трематоды Lophotaspis vallei.

## Взаимодействие с человечеством
В искусстве майя показано, что раковина триплофузуса использовалась в качестве чернильницы или горна. Индейцы Южной Флориды, такие как колуза и текеста использовали колумеллу раковины в качестве молотка, деревообрабатывающего инструмента или грузила. Завиток раковины использовался как чаша.